# Iulus lapidarius
Iulus lapidarius är en mångfotingart som beskrevs av Lucas. Iulus lapidarius ingår i släktet Iulus och familjen kejsardubbelfotingar. Inga underarter finns listade i Catalogue of Life.